# Indicatifs régionaux 281, 713 et 832

Carte de l'État du Texas avec les territoires de ses indicatifs régionaux. Le territoire des indicatifs régionaux 281, 713 et 832 est en blanc.

Les indicatifs régionaux 281, 713 et 832 sont trois des multiples indicatifs téléphoniques régionaux de l'État du Texas aux États-Unis.
Ces indicatifs desservent la région de Houston.
La carte ci-contre indique en blanc le territoire couvert par les indicatifs 281, 713 et 832.
Les indicatifs régionaux 281, 713 et 832 font partie du plan de numérotation nord-américain.

## Comtés desservis par les indicatifs
- Harris
- Brazoria
- Chambers
- Fort Bend
- Galveston
- Liberty
- Montgomery
- Waller

## Villes desservies par les indicatifs
- Alvin
- Arcola
- Bacliff
- Baytown
- Bellaire
- Brookshire
- Brookside Village
- Bunker Hill Village
- Channelview
- Cleveland
- Clodine
- Crosby
- Cypress
- Deer Park
- El Lago
- Dickinson
- Fresno
- Friendswood
- Fulshear
- Galena Park
- Hedwig Village
- Highlands
- Hilshire Village
- Hunters Creek Village
- Houston
- Huffman
- Humble
- Iowa Colony
- Jacinto City
- Jersey Village
- Katy
- Kemah
- Kingwood
- Klein
- La Porte
- League City
- Liverpool
- Magnolia
- Manvel
- Meadows Place
- Missouri City
- Mont Belvieu
- New Caney
- Pasadena
- Pattison
- Pearland
- Pinehurst
- Piney Point Village
- Porter
- Richmond
- Romayor
- Rosenberg
- Rosharon
- Rye
- Seabrook
- Simonton
- South Houston
- Splendora
- Spring
- Spring Valley Village
- Stafford
- Sugar Land
- Taylor Lake Village
- The Woodlands
- Thompsons
- Tomball
- Webster
- West University Place